# Янгурчи
 Янгурчи  — деревня в Балтасинском районе Татарстана. Входит в состав Ципьинского сельского поселения.

## География
Находится в северо-западной части Татарстана на расстоянии приблизительно 21 км на север по прямой от районного центра поселка Балтаси у речки Арборка.

## История
Известна с 1619 года как Пустошь Енгурчинская.

## Население
Постоянных жителей было: в 1834 — 25, в 1859 и 1884 — по 166, в 1905—256, в 1910—218, в 1920—243, в 1926—221, в 1938—230, в 1949—150, в 1958 и 1970 — по 86, в 1979 — 59, в 1989 — 30, в 2002 году 16 (удмурты 100 %), в 2010 году 18.